# Dehaj
Dehaj (farsi دهج) è una città dello shahrestān di Shahr-e-Babak, circoscrizione di Dehaj, nella provincia di Kerman. Aveva, nel 2006, una popolazione di 7.756 abitanti. 